# Andy Mackay
Andrew „Andy“ Mackay (* 23. července 1946 Lostwithiel) je britský hudebník, známý především jako saxofonista art rockové skupiny Roxy Music.
Ač se Mackay narodil v cornwallském městečku Lostwithiel, mládí prožil v Londýně. Navštěvoval univerzitu v Readingu, kde hrál ve skupině Nova Express a kde se také spřátelil s Brianem Enem. V roce 1971 se stal Mackey členem skupiny Roxy Music, kam o něco později přivedl právě i Ena. V Roxy Music hrál Andy Mackay na klávesy, saxofon a hoboj. Známá je také jeho „kachní chůze“ během saxofonových sól.
V 70. letech vydal dvě vlastní sólová alba a složil hudbu pro dvě desky Rock Follies. Spolupracoval s mnoha dalšími hudebníky (např. Mott the Hoople, John Cale, Pavlov's Dog, Duran Duran a další).
Po rozpadu Roxy Music v roce 1983 založil Mackay spolu Philem Manzanerou (kytaristou Roxy Music) skupinu The Explorers, která se v roce 1988 přejmenovala na Manzanera and Mackay.
Na začátku 21. století se Andy Mackay účastnil koncertů znovusjednocených Roxy Music.

## Sólová diskografie
- In Search of Eddie Riff (1974)
- Resolving Contradictions (1978)
- SAMAS Music For The Senses (2004)
- London! New York! Paris! Rome! (2009)